# (32238) 2000 ON37
2000 ON37 (asteroide 32238) é um asteroide da cintura principal. Possui uma excentricidade de 0.17891840 e uma inclinação de 12.02593º.
Este asteroide foi descoberto no dia 30 de julho de 2000 por LINEAR em Socorro.